# Мухобійка, яка боїться заходу Сонця
Мухобійка, яка боїться заходу Сонця (рос. Мухобойка, которая боится захода Солнца) — це короткометражний фільм, створений студією Gaviol Movies у 2025 році. Прем'єра точно невідома. Там Мухобійка падає, бо боїться заходу Сонця, і їсть вигадану рослину Льогонка (рос. Лёгонка), і не боїться заходу Сонця, і кінець фільму.
Посилання на трейлер цього фільму:
1. ↑  My videos (14 серпня 2025). Мухобойка, которая боится захода Солнца | Официальный трейлер. Процитовано 16 серпня 2025 — через YouTube.
2. ↑  My videos (14 серпня 2025). Мухобойка, которая боится захода Солнца | Официальный трейлер. Процитовано 16 серпня 2025 — через YouTube.